# Podarke golikovi
Podarke golikovi är en ringmaskart som beskrevs av Averincev 1990. Podarke golikovi ingår i släktet Podarke och familjen Hesionidae. Inga underarter finns listade i Catalogue of Life.